# Cot Dulang
Cot Dulang is een bestuurslaag in het regentschap Aceh Jaya van de provincie Atjeh, Indonesië. Cot Dulang telt 455 inwoners (volkstelling 2010).